# Мюллер, Зигфрид (наёмник)
Зи́гфрид Фри́дрих Ге́нрих Мю́ллер (нем. Siegfried Friedrich Heinrich Müller; прозвище — «Мюллер-Конго» или «Конго-Мюллер»; 26 октября 1920, Кроссен-на-Одере, Веймарская республика — 17 апреля 1983, Боксбург, Трансвааль, ЮАР) — немецкий наёмник, бывший обер-фенрих вермахта, получивший известность в качестве майора и командира подразделения белых наёмников «Коммандо 5» — наиболее боеспособной части правительственной Конголезской национальной армии — под командованием Майка Хоара, участвовавшего в подавлении восстания Симба во время Конголезского кризиса. Полиглот.

## Биография

### Юность и служба в вермахте
Родился 26 октября 1920 года в Кроссен-на-Одере в семье кадрового офицера — полковника вермахта, погибшего в 1942 году.
Учился в интернате Фридланда.
В 1931 году вступил в организацию «Стальной шлем, союз фронтовиков», а в 1933 году перешёл в гитлерюгенд, где в 1934—1938 годах являлся знаменосцем (нем. Fähnleinführer). Летом 1938 года стал досрочным добровольцем (нем. Vorzeitig Freiwillig Dienender) Имперской службы труда (отряд 2/101, строительный батальон 123). В октябре 1939 года был переведён в вермахт, где служил до 1945 года сначала в артиллерии, а затем в противотанковых войсках, принимая участие в сражениях в Польше, Франции и СССР.
В 1940 году стал ефрейтором, в 1943 году — обер-ефрейтором и унтер-офицером, в 1944 году — фанен-юнкером и в 1945 году — обер-фенрихом. По собственным словам Мюллера 20 апреля 1945 года он был повышен до обер-лейтенанта, однако в военном билете и воинской книжке, как и в документах военнопленного указано только звание обер-фенриха.
Имел следующие военные награды Третьего рейха: медаль «За сооружение Атлантического вала» (1940), нагрудный знак «За участие в общих штурмовых атаках» (1942), медаль «За зимнюю кампанию на Востоке 1941/42» (1942), Железный крест 2 класса (1943), Железный крест 1 класса (1945) и нагрудный знак «За ранение» 2 степени (1945).
В 1945 году с ранением в позвоночник попал в плен к американцам и вплоть до своего освобождения в 1947 году находился в полевом госпитале в Лангене. В 1948—1956 годах служил офицером военно-строительной службы рабочих частей на американских военных базах — Ландштульский медицинский центр и авиабаза Рейн — Майн. Кроме того, в течение двух лет Мюллер служил в так называемой промышленной полиции на должности главного надзирателя (промышленный полицейский, отвечающий за непосредственное руководство пятью надзирателями).
С появлением ведомства Бланка, предшественника Федерального министерства обороны Германии, Мюллер был привлечён к разработкам ручного противотанкового оружия. Он также работал в Обществе военной политики во Франкфурте-на-Майне, где занимался вопросами создания новых вооружённых сил Германии, такими как эффект шока у солдат в первом боестолкновении или структура новых дивизий. Кроме того, он работал в Обществе свободной военной политики.
Получив отказ в приёме на службу в бундесвер, Мюллер с 1956 года работал в нефтяной компании British Petroleum в Северной Африке, где занимался разминированием взрывных устройств в Сахаре, оставшихся после Второй мировой войны от Немецкого Африканского корпуса. В 1962 году вместе с женой и дочерью эмигрировал в ЮАР.

### Наёмник в Конго
В 1964—1965 годах Мюллер служил наёмником в подразделении «Командо 5» Майка Хоара, привлечённом премьер-министром Республики Конго (Леопольдвиль) Моизом Чомбе для подавления восстания Симба.
Мюллер находился в составе одной из первых групп численностью в 38 наёмников, прибывших 21 августа 1964 года из ЮАР в Камину. Хоар назначил его одним из трёх командиров новообразованного подразделения, присвоив ему воинское звание лейтенанта. На Хоара произвели впечатление как Железный крест Мюллера, так и то, что тот привёз с собой пишущую машинку, что говорило о нём, как об опытном солдате. Всего через два дня после прибытия в Камину подразделение было перемещено на самолёте в близлежащую Мобу. Оттуда Хоар планировал вместе с 24 бойцами на трёх десантных лодках переправиться через озеро Танганьика, чтобы атаковать Альбервиль и освободить находившихся там европейских заложников. Переход по озеру оказался сложным, поскольку во вторую ночь два из трёх подвесных лодочных мотора перестали работать, и наёмникам пришлось грести вручную. На подступах к городу группа подверглась обстрелу из больницы, в результате которого погибло двое немцев Бернд Кёлерт и Вальтер Нестлер. Подразделение отступило к Камине.
Потерпев неудачу, Хоар собрал в «Командо 5» 300 человек и повысил Мюллера в звании до гауптмана, поручив ему создание воздушно-десантного подразделения «Командо 52». К сентябрю оно состояло из трёх офицеров и 50 рядовых, к которым присоединилась рота из 150 конголезских солдат. После захвата Боэнде силами повстанцев Симба подразделение Мюллера попыталось взять Кокийявиль, но наступление было отбито. Погиб рядовой Фриц Кеттерич. Из-за всеобщего упадка боевого духа половина наёмников покинула подразделение.
Спустя несколько дней в «Командо 52», дислоцированное в Бикили, прибыл немецкий журналист Герд Хайдеман. Он сделал фотографии Мюллера и взял у него интервью для журнала Stern, что сделало наёмника известным в Германии. Хоар направил Мюллеру для усиления «Командо 54», Мюллер с двумя подразделениями в подчинении подготовил ещё одну попытку захвата Боэнде. Хоар получил информацию о нарушениях дисциплины, лично прибыл в «Командо 52», чтобы выслать Хайдемана и второго журналиста Эрнста Петри. Он опасался, что немецкие наёмники в Африке будут представлены в СМИ в негативном свете. Он снял Мюллера с должности командира взвода, но не стал препятствовать разработке плана захвата города. Спустя годы Хоар оправдывал своё решение тем, что «Командо 52» было непредсказуемым подразделением, а Мюллер слишком отдалился от своих подчинённых. Хотя Мюллер провёл достаточно времени среди американских военных, он плохо владел английским языком и не мог эффективно общаться со своими подчинёнными. Взятие Боэнде прошло согласно планам Мюллера, и оба подразделения вышли из боя без потерь.
В ноябре 1964 года по представлению Хоара конголезское командование присвоило Мюллеру звание майора и назначило его на должность командира военной базы «Командо 5» в Камине. Новые наёмники прошли военную подготовку и получили оружие и военное снаряжение. С 6 по 13 февраля 1965 года Мюллер являлся начальником большой военной колонны, двигавшейся от Стэнливиля до Паулиса. В засаде у Бафвасенде погибло около 15 человек Мюллера, включая трёх наемников. Двенадцать других наёмников получили ранения. Половина из примерно сорока автомобилей была уничтожена.
В мае 1965 года Мюллер вернулся домой в ЮАР и устроился работать в частную охранную организацию. На основе полученного боевого опыта он опубликовал во Франции книгу «Современные наёмники», а также два очерка «Современная война» и «Боевые действия в Конго» в военных журналах Франции и Швейцарии.
Умер 17 апреля 1983 года в Боксбурге от рака желудка.

## «Конго-Мюллер» в немецких СМИ

### В ФРГ
Несмотря на незначительную роль и скромные военные достижения по сравнению с другими командирами наёмных формирований в Конго — Майком Хоаром, Бобом Денаром или Жаном Шраммом — Зигфрид Мюллер прославился не только в Германии, но и на весь мир. Мюллер любил позировать перед журналистами. Сначала в «Штерне» появились репортажи Хайдемана и Петри, где фигурировал джип Мюллера, декорированный человеческим черепом. Серия этих репортажей получила премию World Press Photo Award и тем самым облетела весь мир . Большие статьи посвятили Мюллеру и иллюстрированные журналы Revue и Quick.
Информация о Мюллере даже в серьёзных изданиях нередко преувеличивалась. Раз за разом ему приписывалось эсэсовское прошлое. Газета Frankfurter Allgemeine Zeitung повысила его в звании до гауптмана вермахта, хотя сам Мюллер указывал только звание старшего лейтенанта, но и это не было правдой, поскольку на момент окончания войны он числился в обер-фенрихах. «Шпигель» назначил Мюллера командиром подразделения Kommando 5, хотя в действительности командиром был Майк Хоар, а Мюллер — его подчинённым.

### В ГДР
В 1966 году восточногерманские писатели Герхард Шойман и Вальтер Хайновский приобрели у Герхарда Хайдемана магнитофонные записи и фотоматериалы из досье Мюллера и использовали их в рамках пропагандистской кампании против неоколониализма ФРГ на африканском континенте. На основе этих документов было создано несколько кинолент и три книги, в которых Зигфрид Мюллер выступает одним из главных действующих лиц:
- Фильм Kommando 52 («52-я команда»), созданный на основе имевшихся фото-, видео- и аудиоматериалов, беспощадно обличал деятельность наёмников из 52-й команды[22]. Премьера фильма состоялась 16 ноября 1965 года в рамках Лейпцигского фестиваля документального кино. В ФРГ на прокат фильма Kommando 52 незамедлительно наложили запрет.
- Премьера фильма «Смеющийся человек: Признание убийцы» состоялась 9 февраля 1966 года на телевидении ГДР. Фильм представлял собой интервью, которое Мюллер в ноябре 1965 года дал Шойману и Хайновскому, которые выдавали себя за западногерманских журналистов. Высказывания Мюллера, продемонстрированные в фильме: «Мы боролись за Европу, за западную идею […]. Ведь Африка для меня — ничто иное, как защита Запада в Африке», — вызвали скандал. Полиция ФРГ запретила демонстрацию и этого фильма, который не получил в ФРГ разрешения на прокат за пропагандистское содержание. Одноимённая книга была выпущена в том же году в издательстве Verlag der Nation. Спустя годы историки Торстен Томас и Герхард Вихман в 2009 году так подытожили влияние фильма на общество: «Фильм […] „Человек, который смеётся“ попросту стилизовал Зигфрида Мюллера, абсолютно маргинальную фигуру среди конголезских наёмников‚ по прозвищу „Конго-Мюллер“ как тип современного наёмника: циничного, жестокого, но при этом весёлого и вполне образованного. Как только в Германии речь заходит о наёмничестве, в прессе сразу появляется кадр из „Человека, который смеётся“»[23].
- Фильм PS zum lachenden Mann (P.S. к «Человеку, который смеётся») телевидение ГДР показало 13 сентября 1966 года. В нём о Мюллере отзываются пятеро его однокашников и сослуживцев, в том числе школьный друг и французский офицер-парашютист[24].
- Фильм Der Fall Bernd K. «Дело Бернда К.» 1967 года о судьбе наёмника Бернда Кёлерта. Он рассказывал, как Бернд, проведший детство в ГДР, оказался жертвой манипуляций западногерманской политики, СМИ и самого Мюллера и подался в наёмники. Получасовой фильм был впервые показан 3 декабря 1967 года по телевидению ГДР, в следующем году была опубликована одноимённая книга. В отличие от предыдущих фильмов «Дело Бернда К.» остался незамеченным в ФРГ, поскольку тема уже потеряла актуальность.
- Фотоальбом Kannibalen («Каннибалы») включал в себя крупноформатные фотографии, сделанные Гердом Хайдеманом, а также якобы самими наёмниками, а в одном случае даже изъятую у погибшего офицера[25].

## Оценки личности
Советский журнал «Кругозор» в №2 за 1967 год называл Мюллера «насильником и убийцей», «наёмником Чомбе» и «ландскнехтом империализма» (там же на звуковой странице №4 была представлена фонограмма интервью Мюллера без перевода на русский язык, но в сопровождении пропагандистских комментариев писателя Виктора Горохова).
Корреспондент The Guardian Энтони Моклер писал: «Мюллер был кем угодно, но только не беглым военным преступником с садистскими наклонностями. Он скорее был такой смесью позёра и интеллектуала. Он не был уж очень хорошим солдатом, но был достаточно приличным человеком». В критической статье к фильму «Человек, который смеётся» Роберт Михель писал: «Этот образ трещит от противоречий, которые вызывают исследовательский интерес. Конго-Мюллер не помещается в клише наёмника, которое имеется у всех нас в более или менее выраженной форме».
Майк Хоар считал Мюллера «пруссаком до пикельхельма»: […] «Он […] прямо с самого начала запросил разрешение носить Железный крест, и я его с готовностью предоставил. Не уверен, что когда-либо впоследствии видел его без этого ордена на груди. Поговаривали, что у него был второй экземпляр на пижаме, но за это я не могу поручиться».
Немецкий историк Клаас Фосс считает Мюллера чисто пропагандистским конструктом: в действительности те высокие позиции, которые Мюллер занял в немецкоязычных публикациях о наёмниках в Конго, можно оправдать только его значением в пропагандистской войне ГДР против Западной Германии. В непобедимые для повстанцев Симба жуткие «негроубийцы», как задумывалось в восточногерманском документальном фильме, Конго-Мюллер как раз не годился.

## «Конго-Мюллер» в массовой культуре
- В фильме «Темнота солнца[англ.]» 1968 года персонаж Генлейн в исполнении Питера Карстена[нем.][29].
- В фильме «Диди воюет с родственниками[нем.]» 1985 года персонаж «Конго»-Отто Бёллеманн (бывший сержант бундесвера, ставший в Африке врагом общества № 1) в исполнении Дитера Халлерфордена[30].
- Бригадный генерал бундесвера Бернд Мюллер[нем.] был прозван «Конго-Мюллером» из-за своей манеры поведения[31][32].

## Сочинения
- Les nouveaux mercenaires, Paris 1965
- Der moderne Krieg // Allgemeine Militärrundschau, Nr. 6 (Juni) 1966, S. 98-106
- Die Kämpfe im Kongo — Operation Tshuapa // Allgemeine Schweizerische Militärzeitschrift[нем.] (ASMZ), Nr. 3/1965, S. 129—134